# 박진옥
박진옥(朴鎭玉, 1982년 5월 28일 )은 대한민국의 축구 선수로서 포지션은 수비수이다. 현재 제주 유나이티드 U-12 감독이다.

## 개요
대학교 때까지는 공격수로 뛰다가 프로에 들어와 수비수로 포지션을 바꾸었다. 빠른 발과 강력한 대인방어 능력이 강점인 선수이다.